# Nel Bradley
Richenel (Nel) Franklin Bradley (Paramaribo, 7 april 1931 - Commewijne, 28 december 1986) was een Surinaams journalist - voornamelijk voor De Ware Tijd - en schrijver. Hij publiceerde slecht één bundel met verhalen en gedichten: Obia a no'f joe no spit na' ini (Bemoei je met je eigen zaken, 1968). Het boek is belangrijk vanwege de nadrukkelijke aandacht voor wat jarenlang taboe was: bonu, luku, wisi en winti (geloof en rituelen rond de creoolse religie en zwarte magie). Het boek is geschreven in het Surinaams-Nederlands en illustreert de wijsheid van odo's (spreekwoorden).

## Over Nel Bradley
- Michiel van Kempen, Een geschiedenis van de Surinaamse literatuur, Nel Bradley op pagina 480.